# Tihomir Blaškić
Tihomir Blaškić (Brestovsko, Kiseljak, 2. studenoga 1960.) general Hrvatskog vijeća obrane (prije rata časnik u JNA).

## Životopis
Završio je 1983. god. Vojnu akademiju u Beogradu i magistrirao 2008. na Fakultetu Elektrotehnike i računarstva u Zagrebu.
Bio je kapetan (satnik) u JNA. Pri početku srpske agresije na RH i BiH napustio JNA 12. kolovoza, 1991. i prešao je na stranu HV i HVO-a, a 27. lipnja 1992. postavljen je za zapovjednika HVO-a u Operativnoj zoni Srednja Bosna. Imao je čin pukovnika.
Od 26. travnja 1994. dodijeljen mu je čin general-bojnika i nalazi se na položaju zamjenika načelnika i načelnika Stožera HVO-a u Mostaru do 2. prosinca 1995. Krajem 1994. zapovjeda snagama HVO-a u operaciji Cincar kojom je Kupres oslobođen srpske okupacije.

## Suđenje u Haagu
Tihomir Blaškić bio je optužen na osnovu individualne kaznene odgovornosti i po zapovjednoj odgovornosti za zločine koje su neki pripadnici hrvatskih snaga počinili od svibnja 1992. do siječnja 1994. nad Bošnjacima.
Blaškić se dobrovoljno predao 1. travnja 1996. godine, 2000. godine je osuđen na 45 godina zatvora. Po završetku drugostupanjskog (žalbenog) postupka 2004. izrečena mu je konačna kazna od devet godina zatvora (Žalbeno vijeće je odbacilo 16 od 19 točaka optužnice), a on je sam oslobođen 2. kolovoza 2004. jer je već izdržao više od 90% kazne u pritvoru.

## Vanjske poveznice
- Večernji list Blaškić: U Haag su me htjeli isporučiti kao neki paket, 28. studenoga 2010., pristupljeno 29. studenoga 2010.
- MKSJ: Druga, izmijenjena optužnica u predmetu Blaškić
- MKSJ: Presuda Žalbenog vijeća u predmetu Blaškić